# Stazione di Borgo Valsugana Centro
Stazione di Borgo Valsugana Centro vasútállomás Olaszországban, Trentino-Alto Adige régióban, Borgo Valsugana településen.

## Vasútvonalak
Az állomást az alábbi vasútvonalak érintik:
- Trento–Velence-vasútvonal

## Kapcsolódó állomások
A vasútállomáshoz az alábbi állomások vannak a legközelebb: 
- Stazione di Borgo Valsugana Est
- Stazione di Roncegno Bagni-Marter